# Коминтерн (предприятие)
Открытое акционерное общество «Коминтерн» (белор. Адкрытае акцыянернае таварыства «Камiнтэрн») — крупное предприятие лёгкой промышленности Беларуси.

## История
История предприятия началась открытием в марте 1919 года первой военно-обмундировочной фабрики, которая с февраля 1922 года перешла на массовое изготовление гражданской одежды и стала называться «Гомодежда». В апреле 1928 года — фабрике присвоено наименование «Коминтерн».
В 1964 году прошло преобразование в Гомельское производственное швейное объединение «Коминтерн» (ГПШО «Коминтерн»).
В процессе становления на фабрике была пересмотрена организационная структура, закуплено оборудование импортного производства фирм «Пфафф», «Штробель», «Зингер» (Германия); «AMFREECE» (Чехия); «Джуки», «Бризай» (Япония); «Римольди», «Макпи» (Италия); «Истман» (США), внедрены прогрессивные технологии. И, как результат, Гомельское производственное швейное объединение «Коминтерн» стало единственным специализированным предприятием в республике по производству мужских классических костюмов.
В 1993 году ГПШО «Коминтерн» путём акционирования было преобразовано в ОАО «Коминтерн». Процесс акционирования окончен в 1995 году.
В 2014 году предприятие отметило 95-летний юбилей.
К 2016 году в Беларуси работают 14 фирменных магазинов.
В 2019 году ОАО «Коминтерн» отметило свое 100-летие.

## Производимый ассортимент
Продукция предприятия изготавливается из натуральных и синтетических тканей.
- мужские костюмы: «бизнес» класс, «деловой» класс, молодёжное направление
- мужские брюки и пиджаки
- костюмы, пиджаки, брюки делового стиля для мальчиков
- мужская и женская одежда изо льна
- женская одежда: юбки, жилеты, брюки
- платья, блузки, жакеты
- пальто для мужчин и женщин

## Награды
- Премия Правительства Республики Беларусь за достижения в области качества 2024 года.